# Кубитетское сельское поселение
Кубите́тское се́льское поселе́ние — упразднённое муниципальное образование в Тяжинском районе Кемеровской области. Административный центр — село Кубитет.

## История
Кубитетское сельское поселение образовано 17 декабря 2004 года в соответствии с Законом Кемеровской области № 104-ОЗ.

## Население
| 2010  | 2011  | 2012  | 2013  | 2014  | 2015  | 2016  |
| ----- | ----- | ----- | ----- | ----- | ----- | ----- |
| 1528  | ↘1523 | ↘1450 | ↘1427 | ↘1377 | ↘1332 | ↘1295 |
| 2017  | 2018  | 2019  |       |       |       |       |
| ↘1267 | ↘1260 | ↘1241 |       |       |       |       |

## Состав сельского поселения
| № | Населённый пункт | Тип населённого пункта       | Население |
| - | ---------------- | ---------------------------- | --------- |
| 1 | Кубитет          | село, административный центр | 757       |
| 2 | Новопреображенка | деревня                      | 181       |
| 3 | Старый Урюп      | деревня                      | 488       |
| 4 | Чернышово        | деревня                      | 102       |